# ديفيد بيرغر
ديفيد بيرغر هو دبلوماسي ومحامي وسياسي كندي، ولد في 30 مارس 1950 في أوتاوا في كندا. حزبياً، نشط في الحزب الليبرالي الكندي. وقد انتخب عضو مجلس العموم الكندي.